# Uza (fiume)
La Uza (in russo Уза?) è un fiume della Russia europea centrale, affluente di sinistra della Sura (bacino del Volga). Scorre nell'oblast' di Saratov e in quella di Penza.

## Descrizione
La sorgente del fiume si trova nel distretto Bazarno-Karabulakskij (Saratov), 6 km a nord del villaggio di Chvatovka, e sfocia nel bacino idrico Surskoe, circa 30 km a sud-est di Penza, nel distretto Šemyšejskij. La confluenza si trova a 647 km dalla foce della Sura. Il fiume scorre all'interno delle Alture del Volga in direzione nord-occidentale. Il letto del fiume è sabbioso-limoso. Il fiume ha una lunghezza di 188 km, l'area del suo bacino è di 5 440 km².
Come gli altri fiumi della zona gela entro la fine di novembre e sino alla prima metà di aprile.